# Orthocladius inaequalis
Orthocladius inaequalis är en tvåvingeart som först beskrevs av Jean-Jacques Kieffer 1926.  Orthocladius inaequalis ingår i släktet Orthocladius och familjen fjädermyggor. Inga underarter finns listade i Catalogue of Life.